# Castell d'Otonel
El Castell d'Otonel es troba al llogaret del mateix nom que pertany al  terme municipal de Cortes de Pallars, a la Vall d'Aiora.
La Fitxa BIC de la Direcció General de Patrimoni Cultural de la Conselleria de Turisme, Cultura i Esports de la Generalitat Valenciana el considera Bé d'interès cultural amb número d'anotació ministerial: RI-51-0007323, i data d'anotació 28 de desembre de 1992.

## Descripció
El que s'aprecia a inicis del segle xxi és un recinte circular de petites dimensions, format per muralles i torre, però l'estat d'abandó fa que la seva estructura estigui oculta sota hortes per excavar. Les restes confirmen, per les tècniques constructives (maçoneria i tàpia encofrat combinat amb filades pedres de maçoneria) el seu origen morisc. Ocupa una superfície de 550 m ².

## Història
És un castell medieval, que es creu edificat als segles xiii o xiv. Es tractaria d'una edificació andalusina construïda per a la defensa del llogaret d'Otonel, situada a la Mola de Cortes i dotada d'hortes i una deu, davant enemics, ja fossin musulmans o cristians. Fou un emplaçament defensiu dels moriscos en la seva resistència a l'expulsió de 1609. Després d'aquesta, tant la població com la fortalesa van quedar arruïnats.